# Vincenzo Fioravanti
Vincenzo Fioravanti (5. dubna 1799, Řím – 28. března 1877, Neapol), byl italský hudební skladatel.

## Život
Vincenzo Fioravanti byl synem skladatele Valentina Fioravanti. Narodil se v Římě 5. dubna 1799. Jeho otec chtěl, aby se stal lékařem, ale Vincenzo bez jeho vědomí studoval kompozici a kontrapunkt u Jannaconiho (stejně jako otec). Později se Valentino s Vincenzovou volbou smířil a sám se ujal jeho dalšího hudebního vzdělání.
Jako jeho otec komponoval vesměs komické opery (opera buffa). Již jeho druhá opera La pastorella rapita, uvedená roku 1820 v Římě, zaznamenala značný úspěch. Když se však hodlal oženit, rodina jeho snoubenky si položila podmínku, že zanechá divadla. Vincenzo podmínku přijal a na nějaký čas se jako operní skladatel odmlčel. Jeho žena však záhy zemřela a Fioravanti se vrátil na scénu roku 1828 operou Robinson Crusoè nell’isola deserta.
V dalších letech zkomponoval více než 30 oper. Jeho nejslavnějším dílem se stala opera Il ritorno di Pulcinella da Padova uvedená poprvé roku 1837 v Neapoli. V nejrůznějších úpravách byla hrána po celé Evropě a na scéně se udržela po více než 80 let.
Vincenzův bratr Giuseppe se rovněž věnoval hudbě. Stal vyhledávaným zpěvákem (baryton) a vystupoval v operách otce, bratra, jakož i dalších hudebních skladatelů té doby (Rossini, Donizetti).

## Opery
- Pulcinella molinaro spaventato dalla fata Serafinetta (lib. Filippo Cammarano, 1819, Neapol, Teatro S. Carlino)
- La pastorella rapita (lib. Andrea Leone Tottola, 1820, Řím, Teatro Valle)
- Robinson Crusoè nell'isol deserta (lib. Andrea Leone Tottola, 1828, Neapol, Teatro Nuovo)
- Colombo alla scoperta delle Indie(1829, Neapol, Teatro La Fenice)
- La conquista del Messico (1829, Neapol, Teatro Nuovo)
- Il fanatico, farsa (1830, Neapol, Teatro La Fenice)
- Il folletto innamorato (lib. Paolo Giaramicca, 1832, Neapol, Teatro Partenope)
- La portentosa scimmia del Brasile con Pulcinella ossia La scimmia brasiliana (lib. Andrea Leone Tottola, 1832, Neapol, Teatro Nuovo)
- I due disperati per non poter andare in carcere (lib. Almerindo Spadetta, 1832, Neapol, Teatro Partenope)
- Il sarcofago scozzese (lib. Paolo Giaramicca, 1833, Neapol, Teatro La Fenice)
- Il cieco del Dolo (lib. Pietro Saladino, 1834, Neapol, Teatro del Fondo)
- Il supposto sposo (lib. Andrea Passaro, 1834, Neapol, Teatro del Fondo)
- I due caporali (lib. Pietro Saladino, 1835, Neapol, Teatro del Fondo)
- Il ritorno di Pulcinella dagli studi di Padova ossia Il pazzo per amore (lib. Andrea Passaro, 1837, Neapol, Teatro Nuovo)
- Un matrimonio in prigione (lib. Andrea Passaro, 1838, Neapol, Teatro Nuovo)
- La larva ovvero Gli spaventati di Pulcinella (lib. Andrea de Leone/Raffaele D'Ambra, 1839, Neapol, Teatro Nuovo)
- I vecchi burlati (lib. Antonio nebo Giuseppe Palomba, 1839 Chieti, Teatro Fenaroli)
- Mille talleri, farsa (1839, Řím, Teatro Alibert)
- La dama ed il zoccolajo ossia La trasmigrazione di Pulcinella (lib. Andrea Passaro, 1840, Neapol, Teatro Nuovo)
- La dama con la maschera di morte (lib. Paolo Giaramicca, 1843, Neapol, Teatro La Fenice)
- Una burla comica ossia Non tutti pazzi all'ospedale (lib. Paolo Giaramicca, 1843, Neapol, Teatro La Fenice)
- La lotteria di Vienna (lib. Pasquale Altavilla, 1843, Neapol, Teatro Nuovo)
- Il notajo d'Ubeda ossia Le gelosie di Pulcinella (lib. Carlo Zenobi Caffarecci, 1843, Neapol, Teatro Nuovo)
- Gli zingari ossia Gli amori di Pulcinella (lib. Marco D'Arienzo, 1844, Neapol, Teatro Nuovo)
- Chi cenerà (lib. Andrea de Leone/Marco D'Arienzo, 1845, Řím, Teatro Argentina)
- Una rassegna al campo (lib. Nicola Tauro, 1845, Neapol, Teatro La Fenice)
- Il parrucchiere e la crestaja (lib. Aandrea de Leone/Giovanni Di Giurdignano, 1846, Neapol, Teatro Nuovo)
- X.Y.Z. ossia il riconoscimento (lib. Zenobi Caffarecci, 1846, Turin, Teatro Carignano)
- Pulcinella e la fortuna (lib. Almerindo Spadetta, 1847, Neapol, Teatro Nuovo)
- Menella la cianciosa (lib. Paolo Giaramicca, 1847, Neapol, Teatro La Fenice)
- Amore e disinganno (lib. Giovanni Di Giurdignano), 1847, Neapol, Teatro Nuovo)
- Il ventaglio, (1848, Bologna, Teatro Comunale)
- Il pirata (lib. Almerindo Spadetta, 1849, Neapol, Teatro Nuovo)
- È lui o non è lui ossia Quattro la chiedono, il quinto la sposa, (1849, Řím, Teatro Valle)
- Il Pulcinella e la sua famiglia (lib. Giovanni Di Giurdignano, 1850, Neapol, Teatro Nuovo)
- Raoul di Créqui (lib. Giulio Artusi, 1851, Neapol, Teatro del Fondo)
- Annella di Porta Capuana (lib. Leone Emanuele Bardare, 1854, Neapol)
- Jacopo lo scortichino (lib. Tommaso Zampa, 1855 Neapol, Teatro La Fenice)
- Il signor Pipino (lib. Almerindo Spadetta, 1856, Neapol, Teatro Nuovo)